# 児童学科
児童学科（じどうがっか）は、幼児や児童などに関する知識と技術を修得、また研究・開発する学問の分野。

## 概要
- 人文科学および社会科学に類する研究だけではなく、児童などの発育や保健に関する自然科学を含む教育・研究も含まれる専門科目である。
- 学部としての児童学部は、教育学部、子ども学部などと類似する学部として設置されているが、学科としての児童学科は、児童学をより細分化された分野として設置されている。
- 日本で児童学科が設立されたのは2002年の鎌倉女子大学が初めてである[1]。
- 類似学科として保育児童学科（東京福祉大学社会福祉学部）、児童教育学科（武蔵野大学教育学部、夙川学院短期大学）などがある。

## 児童学科のある主な学校
- 柴田学園大学 家政学部 児童学科
- 東京家政学院大学 現代生活学部 児童学科
- 東京都市大学 人間科学部 児童学科
- 日本女子大学 家政学部 児童学科
- 聖学院大学 人間福祉学部 児童学科
- 大妻女子大学 家政学部 児童学科
- 共立女子大学 家政学部 児童学科
- 帝京平成大学 現代ライフ学部 児童学科
- 鎌倉女子大学 児童学部 児童学科
- 至学館大学 人文学部 児童学科
- 京都女子大学 発達教育学部 児童学科
- 大阪樟蔭女子大学 児童学部 児童学科
- 千里金蘭大学 生活科学部 児童学科
- ノートルダム清心女子大学 人間生活学部 児童学科
- 美作大学 生活科学部 児童学科
- 徳島文理大学 人間生活学部 児童学科
- 四国大学 生活科学部 児童学科
- 鹿児島国際大学 福祉社会学部 児童学科